# Сингл
Сингл (англ. single) — тип музыкальной публикации, обычно содержащий в себе записи одной или нескольких музыкальных композиций. В большинстве случаев сингл отождествляется с композицией из альбома, выпущенной отдельно от него. В других случаях композиция, выпущенная в качестве сингла, может не входить в альбом («внеальбомный сингл»).
Термин «сингл» в музыке появился в 1950-е годы, чтобы обозначить различие между долгоиграющими и одно- или двухпесенными пластинками. За свою историю синглы выпускались во множестве различных форматов. Изначально они публиковались на грампластинках (шеллачных, затем виниловых), тогда синглы традиционно выпускались «двусторонними», то есть имели сторону «А» и сторону «Б», на каждой из которых было представлено по одной песне. Позже синглы стали выпускаться на компакт-дисках и DVD, где длительность их звучания перестала быть строго ограниченной, а синглы могли включать в себя множество дополнительных версий и ремиксов оригинального трека.
С развитием цифровой дистрибуции различия в классификации музыкальных релизов стали более размытыми. Крупнейший дистрибьютор цифровой музыки, магазин iTunes, называет синглами альбомы с тремя или менее треками продолжительностью менее десяти минут каждый, более продолжительные релизы классифицируются как EP (мини-альбомы) или просто альбомы. Однако релизы, не соответствующие этим критериям, продвигаются как синглы исполнителями и лейблами на других площадках, например на платформе Bandcamp.

## Форматы синглов

### Виниловые

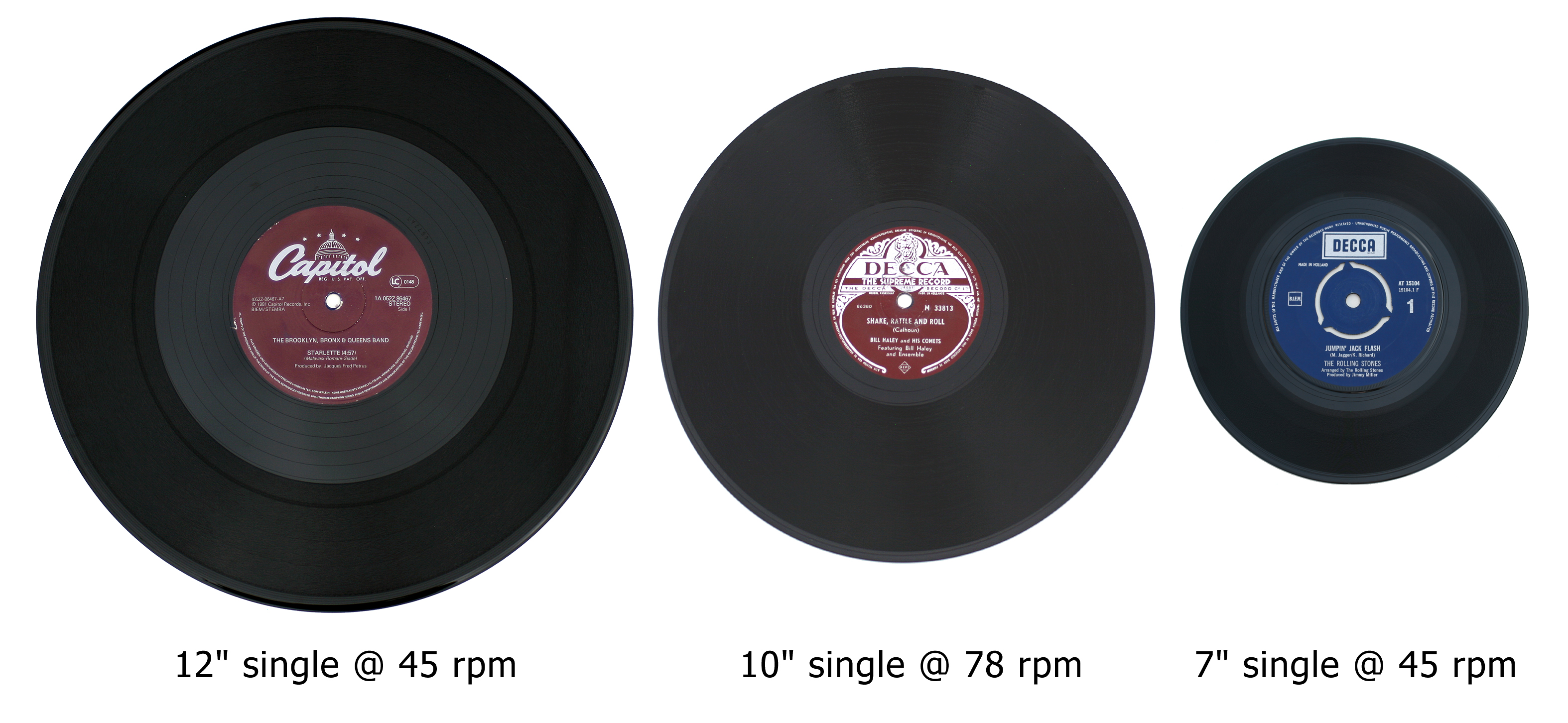
Виниловые синглы различных форматов

Самым популярным и традиционным форматом сингла является грампластинка размером 18 см (7 дюймов) со скоростью вращения 45 оборотов в минуту (поэтому их называют «сорокапятками»). Этот формат появился в США в марте 1949 года и был изобретением RCA. Первоначально он продолжал концепцию всё ещё существовавших шеллачных пластинок со скоростью 78 об./мин. Однако с развитием формата долгоиграющих пластинок, синглы стали позиционироваться как предваряющие выпуск альбомов записи новых песен (особенно в популярной музыке). С 1957 года большинство американских лейблов стали выпускать синглы исключительно в формате 45 об./мин.
На первой стороне сингла в этом формате помещается заглавная песня, прежде в основном предназначаемая для проигрыша на радиостанциях и в музыкальных автоматах (данные по проигрышу составляли один из критериев хит-парадов), при этом оборотная сторона сингла практически не игралась. Часто явного указания, какая сторона первая, а какая — вторая, не было, поэтому название сингла не всегда определяется заглавием песни на первой стороне (более того, многие синглы имеют специальное название, не совпадающее ни с одной песней на пластинке). Оборотные стороны синглов традиционно отдавались либо инструментальным версиям заглавной песни, либо композициям, не рассчитанным на коммерческий успех. С начала 1990-х годов виниловые синглы утратили своё значение (с 1998 года их продажи, например, больше не учитываются при составлении Billboard Hot 100) и теперь выпускаются лишь ограниченным тиражом. Самым продаваемым синглом в этом формате в истории звукозаписи является «White Christmas» Бинга Кросби 1947 года (более 10 млн экземпляров).
Во второй половине 1970-х годов появился новый формат синглов — размером 30 см (12 дюймов), однако сохранивший скорость в 45 оборотов в минуту. Развившись благодаря музыке диско, этот формат позволил не только увеличить время звучания композиции, отвечая таким образом потребности в танцевальных ремиксах, но и значительно улучшить качество звука — недостаток прежних, обычных синглов, заключался в слабом воспроизведении низких частот и возрастании уровня искажения и помех при повышении громкости звуковоспроизведения. Такие синглы стали называться двенадцатидюймовыми или макси-синглами, чтобы отличить их от традиционных синглов (те, в свою очередь, стали семидюймовыми). Первым 12-дюймовым синглом стал ремикс «Ten Percent» американской группы Double Exposure. Макси-синглы получили распространение в жанрах танцевальной электронной музыки (диско, техно, хаус и так далее). Как правило, вторая сторона таких синглов представляла собой ремикс на заглавную композицию. Иногда на макси-сингле помещались по две композиции на стороне. В 1980-е годы для множества исполнителей танцевальной музыки формат макси-синглов стал основным, поэтому одновременно на обычных синглах выходили лишь урезанные версии песен с макси-синглов, так как радиостанции не могли себе позволить проигрывать целиком длинные версии. Позднее макси-синглы выпускались главным образом для диск-жокеев дискотек. Самым продаваемым синглом в этом формате в истории звукозаписи является «Blue Monday» группы New Order 1983 года (3 млн экземпляров).

### Компакт-диски
Во второй половине 1980-х годов стали выпускаться синглы на компакт-дисках. Как правило, их композиция повторяла или дополняла виниловые макси-синглы. Такие синглы достигают порой 60 минут звучания. В начале 2000-х годов в Великобритании была введена регламентация формата синглов на компакт-дисках: чтобы считаться синглом (для учёта в хит-парадах), компакт-диск должен иметь максимум две-три композиции общей длительностью звучания не более 20 минут. Это вынуждало лейблы выпускать синглы с множеством ремиксов по частям. Синглы бо́льших объёмов, так же как и в случае с винилом, принято называть макси-синглами.
Появились также синглы на компакт-дисках размером 8,9 см (3,5 дюйма), как правило, лишь с одной песней; в силу цены и технических особенностей — многие проигрыватели не могут «читать» такие диски, — этот формат не получил успеха.

### Видеосинглы
Помимо аудио, уже более тридцати лет практикуется издание синглов на видеоносителях — как на аналоговых, так и цифровых.
Одни из первых видеосинглов появились в начале 1980-х на видеокассетах формата VHS. В 1983 году на VHS (и даже на Betamax), The Human League выпустили первый коммерческий релиз в формате «видеосингл» под названием «The Human League Video Single». Синглы на VHS издавали относительно не часто, хотя некоторые из них были довольно успешны. В начале 2000-х годов их окончательно вытеснил DVD, предысторией которого считается формат Video CD. В ходе совершенствования Video CD в середине 1980-х был разработан формат CDV (CD Video). Являясь гибридом LD и CD, CDV совместил на одной стороне диска два материала — аналоговое видео и аудио в CD-качестве. Физический размер диска был такой же, как у компакт-диска (4,72 дюйма), что не позволяло вмещать запись видео со средней продолжительностью более 5 мин. В 1986 году на этом носителе был выпущен знаменитый сингл «Venus» (Bananarama), а также много топовых синглов других исполнителей (например: Madonna — Papa Don’t Preach; Queen — I Want To Break Free; Starship — Nothings Gonna Stop Us).
Тем временем в Японии издавался формат VSD (англ. Video Single Disc) (Video Single Disc). Это была вариация CDV, но без аудио; поэтому его иногда называли «небольшой LD», что, в принципе, недалеко от истины. Формат распространялся только в Японии и некоторых частях Азии. История релизов синглов на CDV продлилась до начала 1990-х годов.
В скромных масштабах видеосинглы выпускались и на легендарных LD (например: Hammer — Addams Groove: The Video Single; Hammer: 2 Legit 2 Quit — The Video Single).
В конце 1990-х видеосинглы стали издаваться на DVD. Тенденция не менялась: релизов было не много, но большинство из них представляли интерес — как для обывателей, так и для коллекционеров.
В марте 2004 года в США был представлен новый формат — DualDisc. Это была очередная попытка совместить на одном диске видео и аудио. На этот раз CD «скрестили» с DVD. В результате получился двухсторонний оптический диск, одна сторона которого предназначена для записи аудио в формате CD, а другая — для записи видео в формате DVD. В отличие от CDV, на DualDisc не представилось возможным разместить видео и аудио на одной стороне диска. На DualDisc было переиздано немало ранних синглов Майкла Джексона.

### Другие форматы
Более 20 лет синглы выходили на компакт-кассетах. Их издавали ограниченным тиражом в дополнение к виниловым синглам. В 1980 году Малкольм Макларен убедил EMI выпустить дебютный сингл его новой группы Bow Wow Wow на аудиокассете, что стало прецедентом. В 1989 году сингл исключительно в формате аудиокассеты («Me Myself And I» De La Soul) впервые достиг американского Top-40. На аудиокассетах синглы издавались примерно до конца 2002 года.
С начала 1990-х годов синглы на время утратили своё значение и стали выпускаться на физических носителях либо для диджеев, либо для коллекционеров, поклонников того или иного исполнителя, а также с целью заработать на любителях, скупающих все релизы. В определённый период синглы представляли интерес с точки зрения наличия на них уникальных композиций и версий, не встречающихся более нигде. Со всё более возрастающей практикой выпуска всевозможных антологий, сборников и дополненных изданий альбомов на компакт-дисках ценность синглов резко снизилась.

### Сингл-альбом
В Республике Корея существует формат, не встречающийся в других странах — сингл-альбом. Его появление связано с особым определением слова «альбом» (кор. 음반). Если в других языках оно означает музыкальное издание в виде пластинки из нескольких треков, то в корейском это слово может означать любую запись, изданную на физическом носителе. По смыслу оно ближе к слову «запись». Хотя термины «сингл-альбом» и «сингл» в Корее близки по значению и иногда могут являться синонимами, в зависимости от контекста они являются двумя разными типами выпуска. Сингл-альбом — это несколько треков, выпускаемых в том числе и на физическом носителе, в то время как сингл — это одна песня, причём обычно выпущенная только в потоковом формате. У компании Gaon для каждого из типов существует отдельный чарт.
Как отдельный вид выпуска он появился в 1990-х годах, состоял из 2-3 песен и представлял собой более доступную замену полноформатному альбому.